# Christusorden (Brasilien)

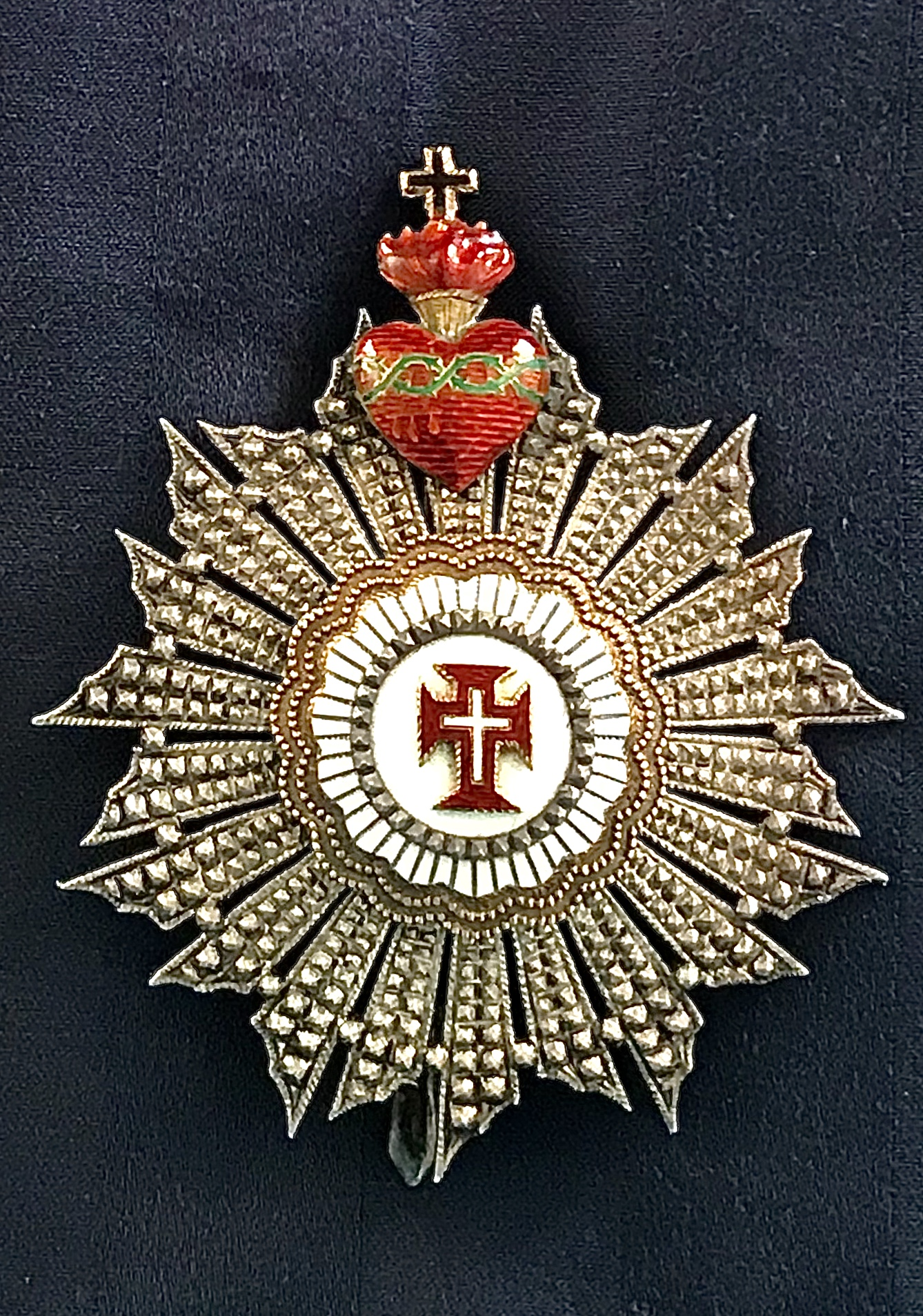
Bruststern des Christusordens

Der brasilianische Christusorden (portugiesisch Imperial Ordem de Nosso Senhor Jesus Cristo ‚Kaiserlicher Orden Unseres Herrn Jesus Christus‘) wurde am 7. Dezember 1822 von Kaiser Pedro I. von Brasilien gestiftet. Er basiert auf dem portugiesischen Christusorden, der 1318 von König Dionysius von Portugal gestiftet wurde und von Papst Johannes XXII. (1316–1319) genehmigt wurde. Der Orden wurde als Ehrenzeichen an Adelige des Kaiserreiches Brasilien vergeben, die sich in besonderer Weise für die Ausweitung der römisch-katholischen Kirche, der Menschlichkeit und des Kaiserreichs Brasilien verdient gemacht hatten.

## Geschichte
Nach der Verlegung der Hauptstadt des Vereinigten Königreichs von Portugal, Brasilien und den Algarven von Rio de Janeiro nach Lissabon 1821 erklärte Brasilien am 7. September 1822, seine Unabhängigkeit von Portugal und wurde zum Kaiserreich Brasilien ausgerufen. Dom Pedro, Sohn König Johanns IV. und bisheriger Regent von Brasilien, übernahm die Herrschaft als Kaiser Pedro I. Sein Vater übertrug ihm 1823 das Recht, Adelstitel zu vergeben und die Orden Portugals (Turm- und Schwertorden, Orden von Vila Viçosa, Christusorden, Orden des heiligen Benedikt von Avis, Orden des heiligen Jakob vom Schwert) zu verleihen. Kaiser Pedro I. wurde der erste Großmeister des brasilianischen Christusorden. Nach dem Tod seines Vaters 1826 wurde er als König Pedro IV. von Portugal für kurze Zeit auch Großmeister des portugiesischen Christusordens. 1843 wurden die Ordenssatzungen von Kaiser Pedro II. reformiert, aus dem bisherigen Ritterorden wurde ein staatlicher Verdienstorden. Nach dem Thronverlust des brasilianischen Kaisers Pedro II. am 15. November 1889 wurde die Ordensvergabe am 22. März 1890 als staatlicher Orden von der neuen Regierung der Ersten Republik ausgesetzt. Bereits 1889 hatte Kaiser Pedro II. den Christusorden als „höfischen Hausorden“ des Hauses Orleáns-Braganza deklariert mit dem jeweiligen Familienoberhaupt als Großmeister.

## Regularien
Mit den erneuerten Regularien von 1861 wurden die Vergaberichtlinien und die Vergabeberechtigung festgelegt. Als Voraussetzung setzte man ein ehrenvolles Leben voraus und honorierte mit der Vergabe den Einsatz für die nationale Rechtschaffenheit. Dabei wurde die Vergabe unterschieden für den Einsatz in der Römisch-katholischen Kirche und das Engagement für staatliche Belange. Die Verleihung erfolgte auf Vorschlag des Kaisers, der die Verleihung in Absprachen mit den zuständigen Fachministern vornahm. Weiterhin hatten brasilianische Bürger ein Vorschlagsrecht, nach einem vorgegebenen Prüfungs- und Genehmigungsverfahren konnte der Orden vom Kaiser, örtlichen Repräsentanten oder Bischöfen ausgehändigt werden. Die Verleihung der Ritterschaft war lebenslang, sie konnte aber bei Verletzung von Grundsatzgesetzen aberkannt werden.

### Ordensklassen
Der Christusorden unterteilt sich in Großkreuze, Kommandeure und Ritter. Das Großkreuz wurde nur an insgesamt zwölf Träger verliehen, ausgenommen die Angehörigen der kaiserlichen Familie. Kommandeure und Ritter waren nicht begrenzt. Das Tragen der Collane mit Schärpe ist dem Großmeister des Christusorden vorbehalten.

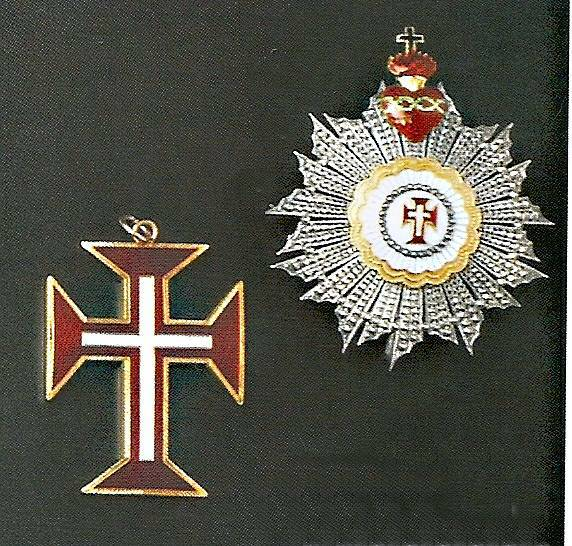
Ordensstern und Kreuz
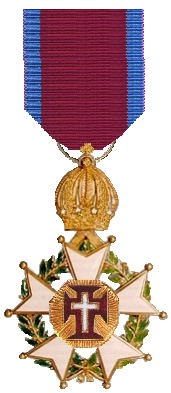
Militärischer Orden 1843
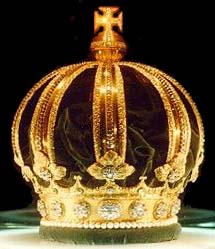
Brasilianische Kaiserkrone

Die Ordensgestaltung basiert im Grundsatz auf dem Christusorden von Portugal, zur äußeren Unterscheidung wurde er mit einer stilisierten Krone von Brasilien und andersfarbigen Ordensbändern versehen. Das Ordenswappen unterscheidet sich für militärische und zivile Würdenträger.